# 國立曾文高級家事商業職業學校
國立曾文高級家事商業職業學校（英語：National Tseng-Wen Home Economics and Commerce Vocational High School），簡稱曾文家商，是一所位於中華民國臺南市的技術型高級中等學校。創校於1938年3月31日，最初校名為台南州立曾文實踐女學校，1941年4月，改名為台南州公立曾文家政女學校。

## 教學單位
- 餐飲管理科
- 幼兒保育科
- 商業經營科
- 資料處理科
- 廣告設計科
- 電子商務科
- 銷售事務科
- 廣告技術科

## 外部連結
- 曾文家商網站（页面存档备份，存于）

曾文家商學生會FB
- https://m.facebook.com/pages/category/Interest/%E6%9B%BE%E6%96%87%E5%AE%B6%E5%95%86%E5%AD%B8%E7%94%9F%E6%9C%83-744393748980435/?locale2=zh_TW （页面存档备份，存于）